# 山本健介
山本 健介（やまもと けんすけ、1983年5月13日 - ）は、日本の脚本家、劇作家。埼玉県春日部市出身。

## 人物
春日部市出身。早稲田大学第二文学部卒。
2007年演劇ユニット・The end of companyジエン社を旗揚げ。以降ジエン社の全作品の脚本と演出を務める。
2015年『30光年先のガールズエンド』にて第60回岸田國士戯曲賞最終候補にノミネート。
2016年11月付で株式会社エコーズに所属となる。

## 主な脚本・演出作品

### 主な舞台の脚本・演出作品
- The Globe Project -vol.2-『巨大宇宙人何もせず帰る』（脚本）
- 『泣かないのか？泣かないのはゾンダー先生だからか？』（脚本）
- 『無抵抗百貨店屋上遊園地』
- 『大怪獣サヨナラ』
- 『ゴーストニートペアレント』
- 『私たちの考えた終わる会社の終わり』（「15minutes made vol.5」参加作品）
- 『コンプレックスドラゴンズ』
- 『クセナキスキス』
- 『スーサイドエルフ/インフレ世界』
- 『私たちの考えたこの部屋の狭さ東京の狭さ』（「東京福袋」参加作品）
- 『アドバタイズドタイラント』
- 『私たちの考えた移動のできなさ』（芸劇eyes番外編「20年安泰。」参加作品）
- 『キメラガールアンセム/120日間将棋』（フェスティバル／トーキョー12公募プログラム）
- 『ステロタイプテスト/パス』
- 『私たちの考えたもう治っているということ』（「Fight Alone 3rd」参加作品）
- 『30光年先のガールズエンド』（早稲田小劇場どらま館フェス参加作品、岸田戯曲賞最終候補作品ノミネート）
- 『私たちの考えた墓に入る日の前日のこと』（「15minutes made vol.12」参加作品）
- 『いつまでも私たちきっと違う風にきっと思われていることについて』（番外公演）
- 『夜組』
- 『いつか私たちきっとそこきっとそこで、そこに』（実験公演）
- 『物の所有を学ぶ庭』
- 『ボードゲームと種の起源』

### 映画
- 『ウォーク・アンド・スゥイングスルー』
- 『キメラガールアンセム』
- 『REDLINE』（設定協力）
- 『スマグラー』
- 『SHORT PEACE』
- 『グッドバイ、バッドマガジンズ』（共同脚本：横山翔一、宮嶋信光）

### テレビドラマ
- 『東野圭吾ミステリーズ』(第4話、第6話)